# Oswaldo Arcia
Oswaldo Celestino Arcia (né le 9 mai 1991 à Anaco, Anzoátegui, Venezuela) est un voltigeur des Ligues majeures de baseball.

## Carrière
Oswaldo Arcia signe son premier contrat professionnel en 2007 avec les Twins du Minnesota. Il gradue au niveau Double-A des ligues mineures en 2012 et est nommé meilleur frappeur du réseau de clubs-écoles des Twins cette année-là.
Il fait ses débuts dans le baseball majeur le 15 avril 2013 avec Minnesota et réussit le jour même son premier coup sûr en carrière, contre le lanceur Joe Blanton des Angels de Los Angeles. Le 23 avril suivant, contre le lanceur José Fernández des Marlins de Miami, il claque son premier circuit dans les grandes ligues. Arcia tire son épingle du jeu à son année recrue avec 14 circuits, 43 points produits et une moyenne au bâton de ,251 en 97 parties jouées.
Le voltigeur des Twins entre en jeu dans 103 matchs en 2014. Il frappe 20 circuits même si sa moyenne au bâton chute à ,231.
Il joue pour 4 clubs différents en 2016 : après avoir débuté l'année par 32 parties chez les Twins, il joue 21 matchs chez les Rays de Tampa Bay, deux pour les Marlins de Miami et 14 pour les Padres de San Diego. Il rejoint avant la saison 2017 les Diamondbacks de l'Arizona.